# مزرعه پشت کک
مزرعه پشت کک یک منطقهٔ مسکونی در ایران است که در دهستان پشتکوه رستم واقع شده‌است. مزرعه پشت کک ۱۷ نفر جمعیت دارد.